# Il ritorno dei magnifici sette
Il ritorno dei magnifici sette (Return of the Seven) è un film del 1966 diretto da Burt Kennedy, con Warren Oates, Yul Brynner, Fernando Rey, Julián Mateos. Yul Brynner, che riprese il suo ruolo come Chris Adams, era l'unico membro del cast ritornante dal precedente film mentre Robert Fuller, Julián Mateos e Elisa Montés sostituirono Steve McQueen, Horst Buchholz e Rosenda Monteros come Vinn Tanner, Chico e Petra rispettivamente.

## Trama
Il bandito messicano Francisco Lorca sequestra gli uomini di tre villaggi per riedificare la chiesa in cui morirono i suoi figli. Tra quegli uomini c'è anche Chico, uno del gruppo dei magnifici sette originali; sua moglie Pedra rintraccia Chris e Vin per chiedere loro la liberazione dei prigionieri.
Per sostituire i compagni morti nella precedente spedizione, Chris e Vin reclutano quattro uomini per formare il gruppo: Frank, un pistolero taciturno, Luis, un famoso bandito, Colbee, un pistolero donnaiolo e Manuel, un giovane scommettitore di combattimenti tra galli.
Liberati i prigionieri, tutti gli uomini si preparano al contrattacco di Lorca e riescono a sconfiggerlo grazie alla dinamite trovata da Manuel. Mentre Frank, Luis e Manuel muoiono nello scontro, Chico e Colbee rimangono con i contadini per ricostruire il villaggio e prevenire ulteriori attacchi. Chris e Vin, invece, cavalcano insieme e fanno ritorno verso gli Stati Uniti.

## Produzione
Il film è stato realizzato sulla scia del successo de I magnifici sette ma venne girato in Spagna a causa delle difficoltà incontrate in Messico durante le riprese del primo film.
Tra i suoi protagonisti, Yul Brynner disse che si sarebbe rifiutato di recitare nel film se Steve McQueen fosse stato presente e quest'ultimo dichiarò di non essere interessato al progetto poiché ritenne la trama troppo assurda. Come per gli altri due sequel riproduce le tappe narrative dell'originale film I Magnifici Sette: dal sopruso iniziale si passa alla formazione del gruppo e dopo il primo impatto col nemico, viene analizzato l'aspetto psicologico della situazione e si arriva allo scontro finale.

## Premi
Elmer Bernstein ha avuto la nomination all'Oscar nel 1967 per la migliore colonna sonora.